# Inside (2016)
Inside (2016) ist ein Horrorthriller und Neuverfilmung des französischen Films Inside (2007). Der spanisch-amerikanische Film wurde von Miguel Ángel Vivas inszeniert. 
Am 7. Oktober 2016 feierte das Werk seine Weltpremiere beim Sitges Festival und erschien in den Folgejahren im internationalen Heimkino sowie als VOD.

## Handlung
An Heiligabend ist die hochschwangere Sarah allein zu Hause. Ihr Mann ist vor Kurzem bei einem Autounfall tödlich verunglückt. 
Eine unbekannte Frau klopft abends an ihre Tür und möchte eintreten. Als sich Sarah weigert, die Tür zu öffnen, merkt sie, dass etwas mit dieser Frau nicht stimmt. Die Polizei kommt herbei, findet jedoch niemanden vor. 
Die unbekannte Frau schafft es, in Sarahs Haus einzudringen, und will das ungeborene Baby aus Sarahs Bauch herausschneiden. Als diese erwacht, beginnt ein Kampf ums Überleben. Im Zuge dessen werden die eintreffenden Gäste – Sarahs Nachbarn, ihre Mutter sowie mehrere Polizisten – getötet, bevor die beiden Frauen draußen im Pool landen und nur eine der beiden überlebt.

## Hintergrund
Jahrelang sickerten immer wieder Informationen durch, dass ein US-Remake zu Inside (2007) in Planung sei. Das Vorhaben wurde jedoch erst einmal nicht realisiert. Anno 2016 wurden schließlich finale Details bekannt. Nostromos Pictures übernahm die Produktion, Miguel Ángel Vivas wurde als Regisseur verpflichtet und Rachel Nichols sowie Laura Harring als Hauptdarstellerinnen engagiert.

## Veröffentlichungen
Der Film wurde auf dem Sitges Festival am 7. Oktober 2016 uraufgeführt. Im Anschluss wurde dieser in einigen Kinos gezeigt (u. a. in Spanien und den USA) und erschien im französischen VOD. Ab 2018 kam das Werk international im Heimkino auf DVD, Blu-ray & im VOD sowie im TV heraus.
In Deutschland erteilte die FSK die Freigabe ab 16 Jahren. CherryBomb Films / AL!VE veröffentlichten den Film am 24. August 2018 ungekürzt auf DVD und Blu-ray. Am 8. April 2020 strahlt der deutsche Free-TV-Sender TELE 5 diesen erstmals aus. Seither folgten mehrere Wiederholungen.

## Deutsche Synchronisation
Die Berliner Synchronfirma RC Production Rasema Cibic wurde mit der deutschen Synchronisation beauftragt. Heike Kospach war für das Dialogbuch und Norman Matt für die Dialogregie verantwortlich.
| Darsteller                | Sprecher          | Rolle       |
| ------------------------- | ----------------- | ----------- |
| Aymen Saïdi               | Julius Jellinek   | Abdel       |
| Béatrice Dalle            | Sandra Schwittau  | Die Frau    |
| François-Régis Marchasson | K.Dieter Klebsch  | Jean-Pierre |
| Nathalie Roussel          | Anke Reitzenstein | Louise      |
| Ludovic Berthillot        | Axel Lutter       | Polizist #1 |
| Emmanuel Lanzi            | Olaf Reichmann    | Polizist #2 |
| Nicolas Duvauchelle       | Norman Matt       | Polizist #3 |
| Hyam Zaytoun              | Luise Helm        | Polizistin  |
| Alysson Paradis           | Berenice Weichert | Sarah       |